# فاطمة حسين
فاطمة حسين العيسى القناعي (1937م -) كاتبة وناقدة وإعلاميّة كويتيّة.

## حياتها
ولدت فاطمة حسين العيسى القناعي في عام 1937م بفريج القناعات في الكويت. استقالت من العمل ككاتبة وناقدة ومن ثم انتقلت للعمل في التلفزيون في الفترة من 1963-1978م. واستطاعت من خلال الإذاعة والتلفزيون أن تصل إلى كل أسرة في الكويت عن طريق برامجها التي تخدم المرأة، وتعالج قضاياها. بدأت الكتابة منذ أن كانت طالبة في المدرسة، وكانت ترسل كتاباتها الخاصة إلى صديقاتها وزوجها قبل الزواج وبعده، ظهرت مقدرتها الأدبية، وكانت كتابتها خواطر وجدانية نثرية تحمل الصدق والإبداع.
تقول فاطمة حسين:
«في عام 1958م كتبت (ركن المرأة) في (مجلة الاتحاد)، وهي مجلة خاصة للطلاب كانت تصدر في مصر، ثم أخذت كتاباتي الطابع السياسي منطلقة من إيماني بأن مسؤولية المرأة السياسية هي الأولى، فهي لا يمكن أن تغير واقعها إلا عن طريق التغيير السياسي في البلد. وفي رأيي إن معرفة المرأة بالقوانين التي تحكم بلدها أهم من مشكلات طفلها؛ لأن الخطأ هنا ممكن أن يتعدل».

### دراستها
- تلقت تعليمها في المدرسة الشرقية والوسطى، ثم أكملت الثانوية في المدرسة القبلية.
- في عام 1960م نالت درجة الليسانس من كلية الآداب - قسم الصحافة - جامعة القاهرة.
- في عام 1961م سافرت إلى أمريكا مع زوجها، وهناك انضمت إلى دورتين لدراسة اللغات.
- بدأت العمل في نيويورك في أول رسالة إذاعية تحت عنوان (يوميات سيدة كويتية في نيويورك).

## حياتها المهنية
- تفرغت فاطمة حسين للكتابة للإذاعة والتلفزيون فترة طويلة، حتى لم تعد الإذاعة تناسب اتجاهاتها الأدبية، فكانت تداري عيوب الكلام بالكلام، وهذا شأن كل من يمارس الكتابة الإذاعية، فهي تعمل على تغيير أسلوبها الأدبي نتيجة فرض الالتزام بالكلمة الرسمية.

### المشاركات
- كتبت في مجلة الهدف، الصفحة الأخيرة تحت عنوان (وجهة نظر) لمدة سنة كاملة من 1973م إلى 1974م.
- مثلت المرأة في برنامج (المرأة في كل مكان)، كما حضرت العديد من المؤتمرات التي تخص المرأة داخل الكويت وخارجها، منها: المؤتمر النسائي للمنظمة النسوية للسلام والحرية بأمريكا.
- مثلت التلفزيون في المؤتمر الخامس لدول عدم الانحياز في (كولومبو) كما مثلت المرأة في الندوة المصاحبة للمؤتمر تحت عنوان (نساء الدول النامية).
- شاركت في مؤتمر المرأة العالمي في بكين - الصين عام 1995م.
- اشتركت في العديد من الندوات والمحاضرات والمؤتمرات داخل الكويت وخارجها.
- قدمت العديد من الندوات والمحاضرات التي تخص المرأة والقضايا الفكرية والأدبية.
- عملت في التجارة الخاصة بالإضافة إلى مساهمات تطوعية بالكتابة الصحفية.
- في الغزو العراقي للكويت كان لفاطمة حسين دور كبير، حيث شاركت في تنظيم أول مظاهرة نسائية كويتية، انطلقت بتاريخ 5 أغسطس 1990م من مسجد العديلية إلى الدائري الثالث إلى شارع دمشق، ثم العودة إلى مسجد العديلية.
- ساهمت في إصدار نشرية يومية سرية باسم (نساء وأطفال الكويت)، صدر العدد الأول منها في 9 أغسطس، وظهر منها أربعة وعشرون عددًا، وكان مقرها منزل (فاطمة حسين)، وقامت بمسؤوليتها وطباعتها الكتابية (هداية سلطان السالم).
- قامت أثناء الاحتلال ضمن وفد بزيارة الأمم المتحدة والالتقاء بالرئيس بوش من أجل شرح قصية الكويت العادلة.

- عند عودتها من أمريكا التحقت بالإذاعة الكويتية، وعينت في عام 1962م مسؤولة عن برامج المرأة.
- في عام 1962م انتقلت إلى وزارة الخارجية، قسم الثقافة والصحافة، ثم استقالت من الخارجية احتجاجًا على التفرقة بين المرأة والرجل.

## المناصب التي تولتها
بعد تحرير الكويت ركزت على أهمية المساهمة في عملية البناء، ورأت أن يتم التركيز على الصحافة الكويتية؛ لذا عملت:
1. مدير تحرير جريدة الوطن.
2. مؤسسة ورئيسة تحرير مجلة سمرة الشهرية النسائية.
3. عضوًا في المجلس الاستشاري للإعلام.
4. عضوًا مؤسسًا للجمعية الثقافية النسائية.
5. عضو جمعية الصحفيين الكويتية.
6. عضوًا في رابطة الأدباء.

## مؤلفاتها
1. كتاب (نقطة) صدر عن شركة الربيعان للنشر، عام 1985م - الكويت.
2. أوراق هاربة من الأسر.
3. آه يا وطن.

## وصلات خارجية
- مقالة في موقع كويتنا حول الأستاذة فاطمة حسين
- جائزة الكويت التقديرية